# Numan Kurtulmuş
Numan Kurtulmuş (15 de setembro de 1959) é um político e acadêmico da Turquia que serve como o atual presidente da Grande Assembleia Nacional da Turquia.
Ele atuou como vice-primeiro-ministro da Turquia nos 62º, 63º, 64º e 65º governos do Partido da Justiça e Desenvolvimento entre 2014 e 2017 e como Ministro da Cultura e Turismo entre 2017 e 2018. Anteriormente, ele atuou como presidente nacional do Partido da Felicidade entre 2008 e 2010 e do Partido da Voz do Povo entre 2010 e 2012.

## Vida pessoal

### Família
Kurtulmuş nasceu em Ünye, na província de Ordu. A sua avó é de origem georgiana. O seu avô, Numan Kurtulmuş, serviu como major na Guerra da Independência da Turquia nas frentes de Çanakkale, Erzurum, Batumi e Azerbaijão e combateu nos Balcãs e na Batalha de Sacária. É também o autor de Faith Commentary, conhecido como o primeiro guia religioso turco escrito em alfabeto latino. O seu pai, Dr. Ismail Niyazi Kurtulmuş, atualmente, reside no bairro de Fatih, em Istambul, com a sua família.
Kurtulmus é casado com Sevgi Kurtulmuş, com quem se casou em 1988 e teve 3 filhos. Ele é um fã do Fenerbahçe S.K.. 

### Educação e carreira acadêmica
Ele estudou na Escola Secundária Imam Hatip de Istambul, onde obteve bacharelado em 1982 e mestrado em 1984 na Faculdade de Administração de Empresas da Universidade de Istambul .
Ele foi para os Estados Unidos para completar a pós-graduação na Universidade de Temple entre 1988-1989.
Ele também foi pesquisador visitante na Escola de Relações Industriais e Trabalhistas da Universidade Cornell, em Nova Iorque, entre 1990 e 1993. Ele obteve o título de PhD pela Universidade de Istambul em 1992. Tornou-se professor associado em 1994 e foi promovido a professor em 2004 na Faculdade de Economia da Universidade de Istambul. Ele foi assistente de Sabahattin Zaim, conhecido como "o grande professor".

## Carreira política

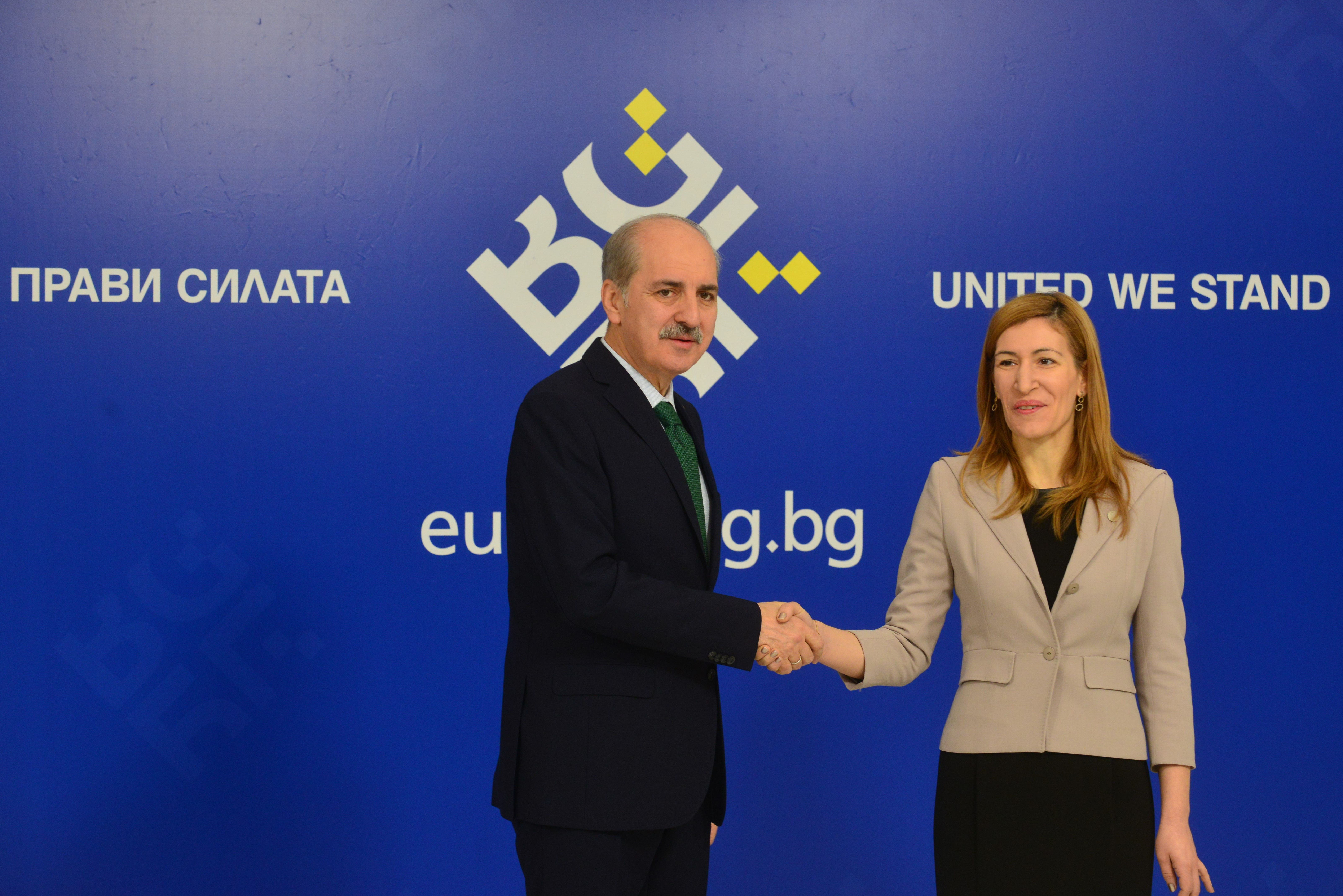
Numan Kurtulmuş encontra-se com a Ministra do Turismo da Bulgária, Nikolina Angelkova, 2018

Ele foi expulso da política pelo Partido da Virtude em 1998. O partido foi fechado pelo Tribunal Constitucional e ele se juntou ao Partido Felicity . Foi eleito presidente no congresso do partido realizado em 2008 e permaneceu no cargo até 2010. Liderou a criação do Partido Voz do Povo (Partido HAS) em 2010. Por proposta de Recep Tayyip Erdoğan, o AKP e o Partido HAS se uniram em 2012. No âmbito dessa combinação, o Partido HAS foi extinto e Kurtulmuş se juntou ao AKP com muitas pessoas.

### Partido da Virtude (1998–2001)
Em 1998, ele começou a carreira política com Necmettin Erbakan e atuou como presidente em Istambul e membro do Conselho Administrativo Principal.

### Partido da Felicidade (2001–2010)
Ele atuou como presidente em Istambul e vice-presidente do Partido da Felicidade. Recai Kutan, presidente do Partido Felicity, anunciou em 17 de outubro de 2008 que Numan Kurtulmuş seria candidato no congresso do partido a ser realizado em Ancara em 26 de outubro de 2008. O slogan era "Felicity Now!" E ele foi eleito presidente do partido por 924 votos válidos dos 946 usados no 3º Congresso realizado no Ankara Atatürk Sports Hall.

### Partido da Voz do Povo (2010–2012)

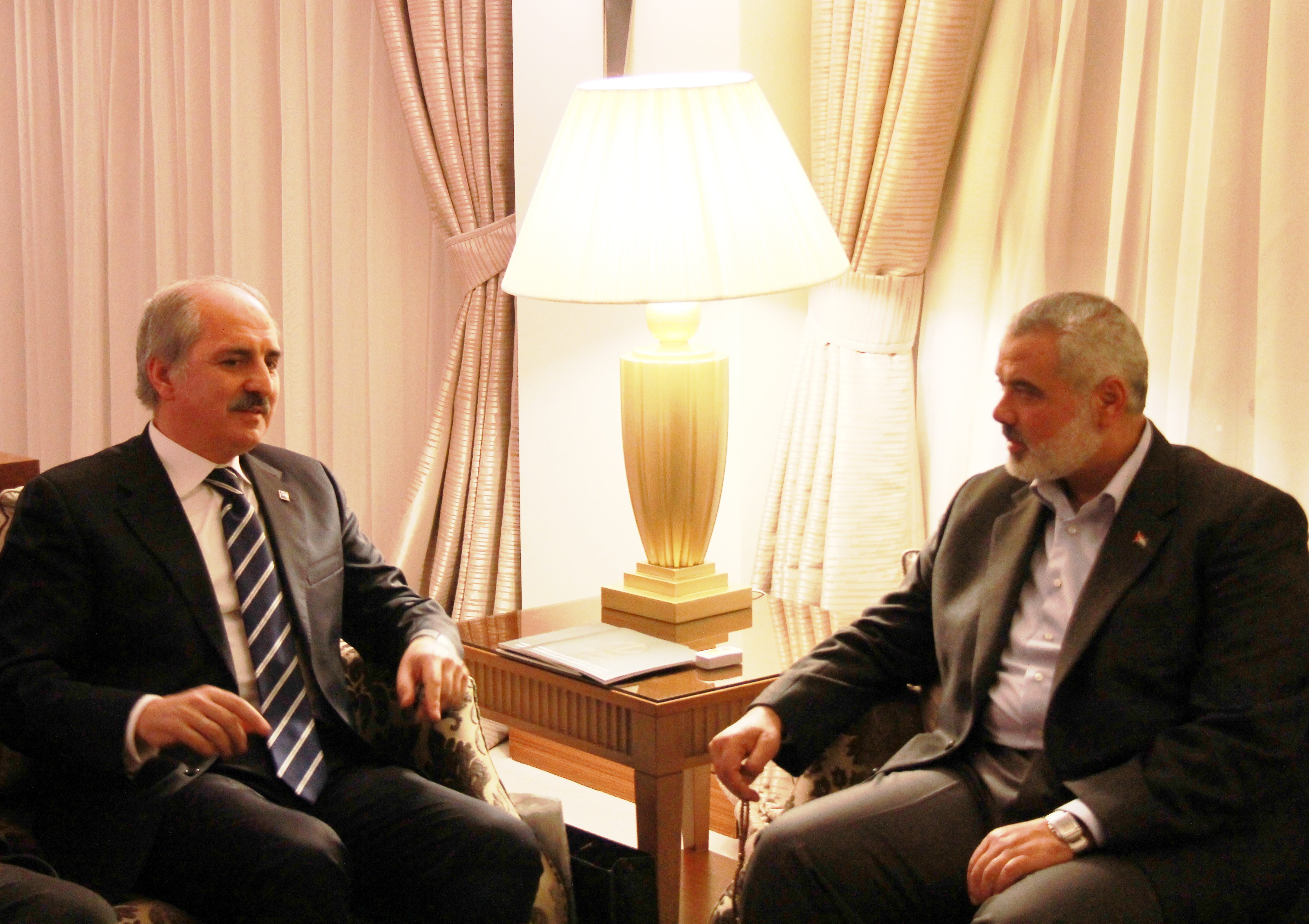
Numan Kurtulmuş encontra-se com o primeiro-ministro da Palestina, Ismail Haniyeh, 2012

235 políticos que se uniram em torno do Movimento da Política da Civilização fundaram o Partido da Voz do Povo (HAS) em 1 de novembro de 2010. Kurtulmuş foi eleito presidente do partido por 207 votos de 210 delegados no 1º congresso do partido realizado no Ankara Atatürk Sports Hall em 28 de novembro de 2010, no 28º dia da fundação do Partido HAS.

#### Processo
O presidente do AKP e primeiro-ministro Recep Tayyip Erdoğan ofereceu a Kurtulmuş a possibilidade de unir o AKP ao Partido HAS em 12 de julho de 2012. De acordo com a decisão tomada pelas pessoas autorizadas de ambas as partes, o processo de combinação foi iniciado. O Partido HAS convidou os delegados e dissolveu-se no congresso extraordinário realizado em 19 de setembro de 2012 por 165 votos dos atuais 177 delegados, de acordo com a decisão de combinação.

### Partido da Justiça e Desenvolvimento (2012–Presente)
Após o fim do Partido HAS, Kurtulmuş juntou-se ao AKP numa cerimónia realizada em Istambul a 22 de Setembro de 2012, com muitas pessoas. 
Nas eleições de junho de 2015, Kurtulmuş foi eleito parlamentarista do Ordu e tornou-se vice-primeiro-ministro e porta-voz novamente no 63º governo sob o primeiro-ministro de Ahmet Davutoğlu.
Kurtulmuş foi eleito novamente como chefe de parlamento do Ordu nas eleições ocorridas em novembro de 2015 e, logo em seguida, tornou-se novamente vice-primeiro-ministro e porta-voz no 64º governo sob o primeiro-ministro Ahmet Davutoğlu.
Quando Ahmet Davutoğlu renunciou ao primeiro ministério, o presidente Erdogan atribuiu o dever de formação do governo a Binali Yıldırım. Kurtulmuş serviu novamente como vice-primeiro-ministro no 65º governo sob o primeiro-ministro de Binali Yıldırım. Após um período de mandato, em 19 de julho de 2017, tornou-se Ministro da Cultura e Turismo em reforma ministerial.
Ele foi eleito parlamentar de Istambul em 24 de junho de 2018 e tornou-se vice-presidente do AKP no 6º congresso do partido, em 18 de agosto de 2018.